# Duckface

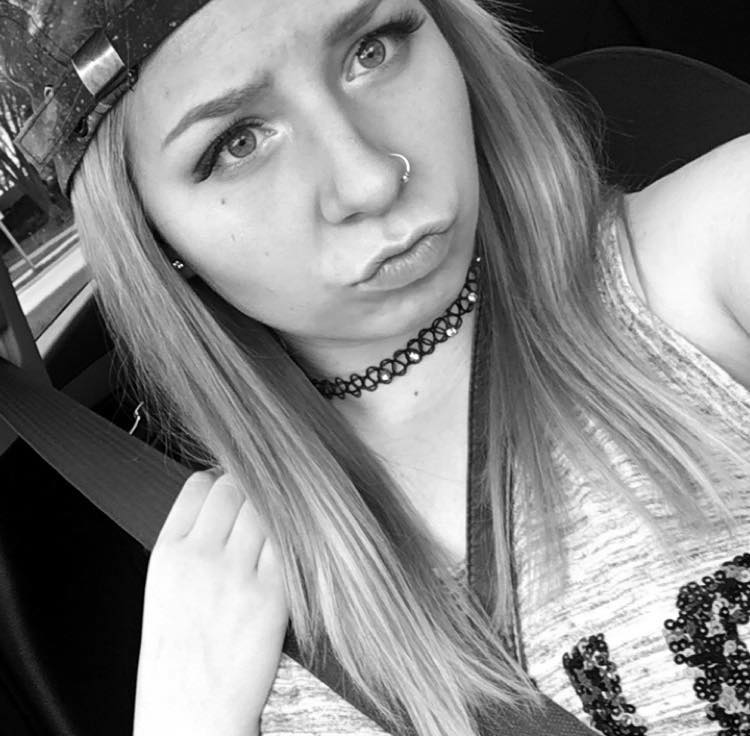
Een meisje dat een duckface laat zien

Een duckface is een fotografische pose, die bekend is op profielfoto's op sociale media en vaak door jongere vrouwen wordt getoond. Bij deze pose worden de lippen tegen elkaar gedrukt als in een pruillip, vaak met gelijktijdig ingezogen wangen. De pose wordt meestal gezien als een poging om aantrekkelijk te lijken, maar ook als zelfspot, een ironisch gebaar dat de pose belachelijk maakt.
Een onderzoek uit 2015 wees uit dat mensen die een typische 'duckface' maken, vaker geassocieerd worden met neuroticisme.
De website OxfordDictionaries.com heeft "duck face" in 2014 als nieuw woord toegevoegd aan hun lijst met huidige en moderne woorden, maar het woord is niet toegevoegd aan de Oxford English Dictionary.      